# 跆跟
跆跟，古稱腳戲，是朝鮮半島古代的一種傳統武術。 跆跟最初源于朝鲜三国时期的高句丽，后来传入新罗。跆跟以腿脚为主，注重利用对方弱点或借对方之力反击并使其摔倒， 是一种柔中带刚的武艺。
韩国忠淸北道忠州市每年举行全国跆跟大赛和世界跆跟大赛。每年一度在忠州世界武术公园举办的世界武术节是联合国教科文组织协办的以“世界武术和文化的相遇”为主题的世界武术节，旨在弘扬韩国传统武术跆跟。

## 历史

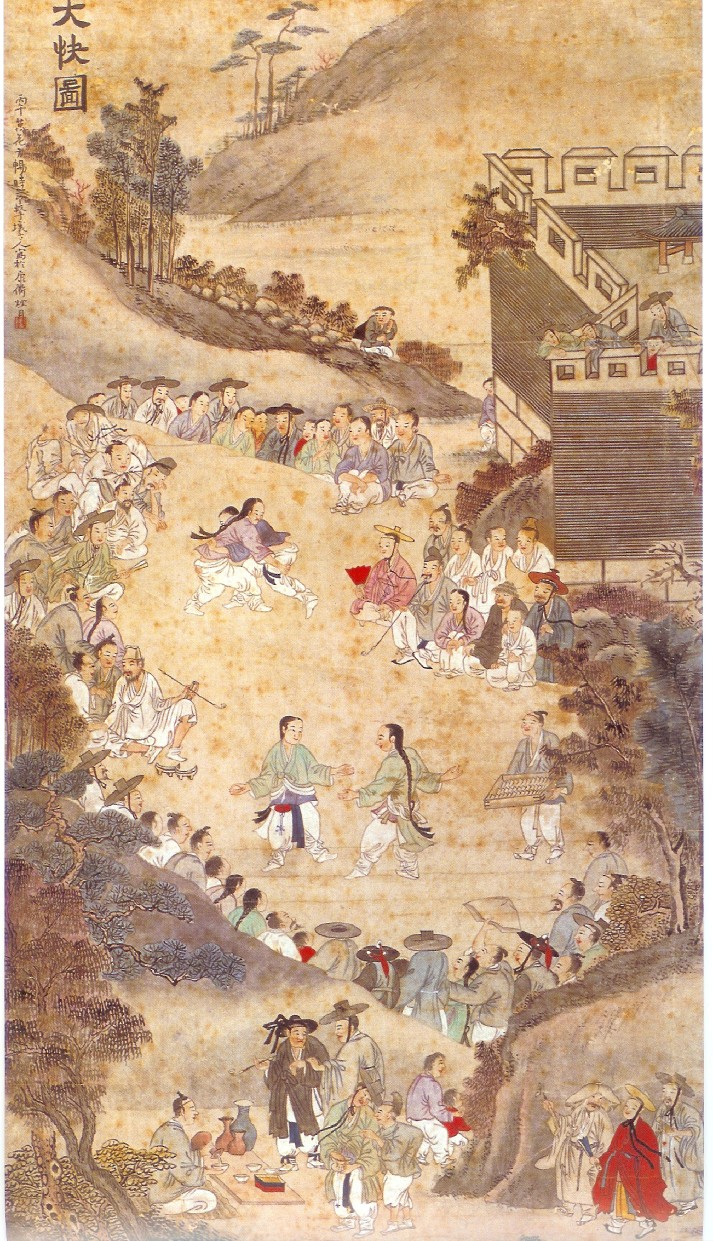
一些朝鲜王朝的古画显示腳戲在朝鲜王朝时期已经很大众化

跆跟最初源于朝鲜三国时期的高句丽。 高句丽三室冢古墓壁画显示早在高句丽时期朝鲜先民就已开始习练跆跟。高句丽的跆跟后来传入位于朝鲜半岛东南的新罗。相关武术被新罗花郎道采纳。高丽王朝时期，跆跟是高丽军队重要的训练项目。一些朝鲜王朝的古画显示腳戲在朝鲜王朝时期已经很大众化。人们在进行比赛时也有观赏者赌博下注，由于金钱，妇女都可能成为下注的对象，其行为被传统的儒家所不齿。朝鲜半岛日治时期，跆跟被禁止，几乎消失。20世纪80年代，跆跟在韩国重新兴起。1983年，韩国将腳戲指定为重要無形文化財加以保护，并推广這種武術。

## 特点

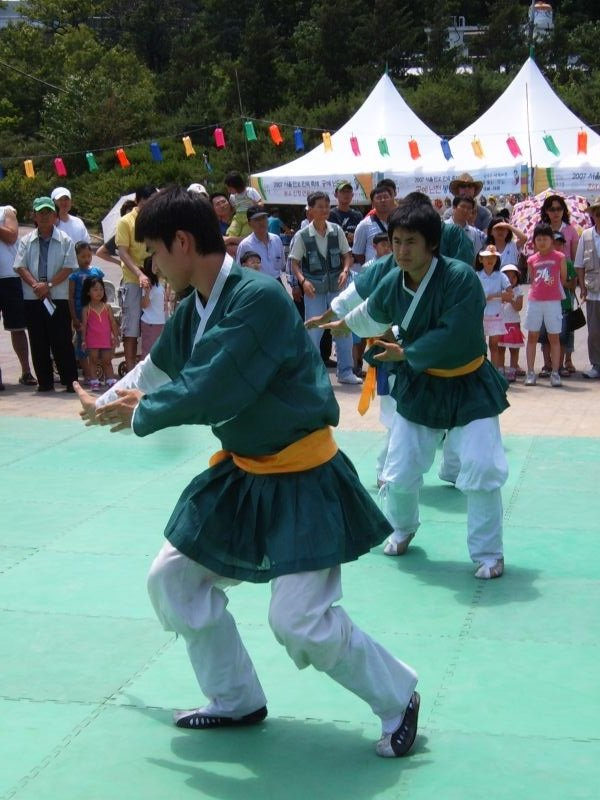
跆跟表演

跆跟以腿脚功夫为主，讲求手脚与身体身体动作的和谐。跆跟习练者手掌平摊，同时轻柔舞动臂部以干扰对方的攻击。较其它武术相比，跆跟动作轻快有更高的艺术性和观赏性。

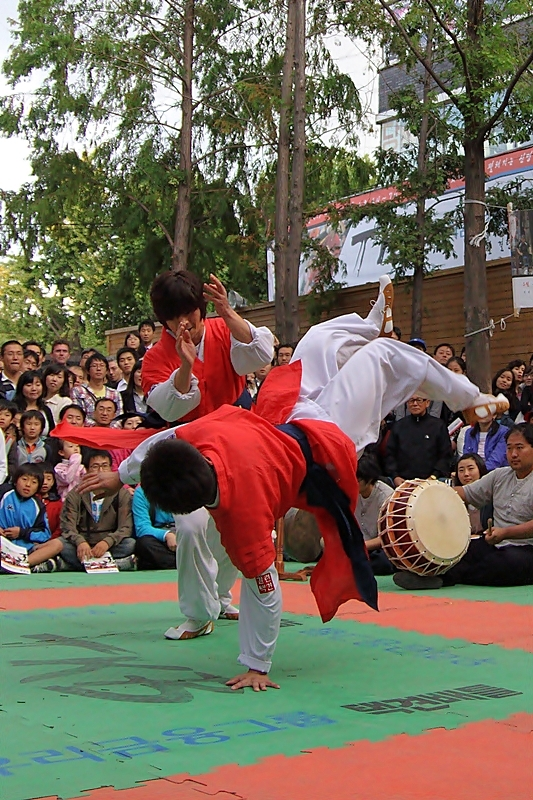
Nal-Chi-Gi

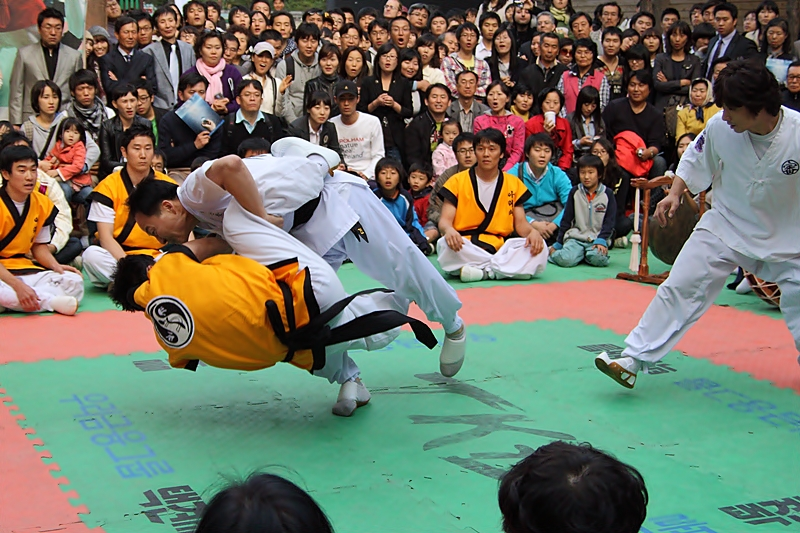
Tae-Jil

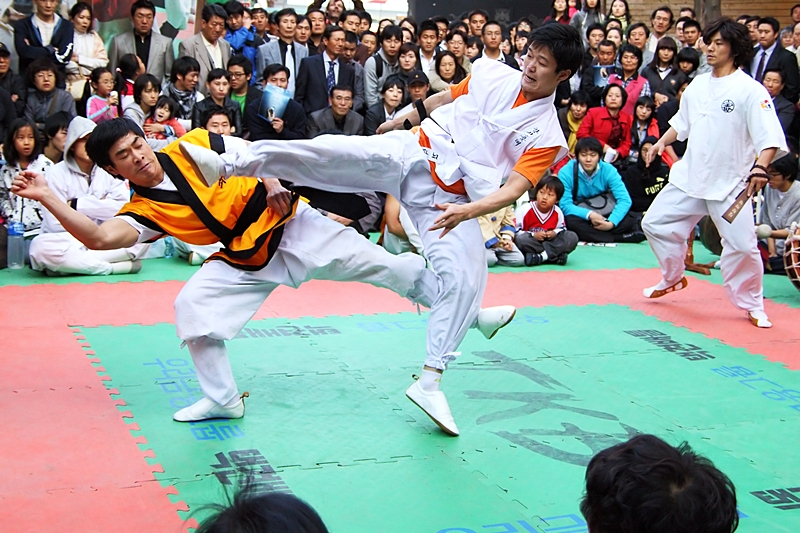
Up-Eo-Chi-Gi